# 독일 진보당
독일진보당(독일어: Deutsche Fortschrittspartei, DFP)은 독일 최초의 근대 정당으로 1861년 오토 폰 비스마르크 총리의 정책에 반대하는 프로이센 의회 진보파 의원들이 창당한 정당이다.

## 같이 보기
- 자유민주주의
- 자유주의